# Cerreto Guidi
Cerreto Guidi (Aussprache [tʃer're:to 'gui:di]) ist eine italienische Gemeinde mit 10.727 Einwohnern (Stand 31. Dezember 2023) in der Metropolitanstadt Florenz in der Region Toskana.

## Geografie

Lage von Cerreto Guidi in der Metropolitanstadt Florenz

Die Gemeinde erstreckt sich über etwa 50 km². Sie liegt rund 35 km westlich der Provinz- und Regionalhauptstadt Florenz. Die Ortsteile Bassa und Ripoli liegen am Arno, der insgesamt 4 km im Gemeindegebiet verbringt. Ein wichtiges Gewässer im Gemeindegebiet ist zudem der Torrente Vincio (8 von 15 km im Gemeindegebiet). Die Gemeinde liegt im Valdarno Inferiore (unteres Arnotal, bzw. tiefergelegenes Arnotal) in der klimatischen Einordnung italienischer Gemeinden in der Zone D, 1 698 GG Cerreto Guidi gehört seit der Neugründung 1622 durch Papst Gregor XV. zum Bistum San Miniato. Vorher gehörte es zum Bistum Lucca.
Der Hauptort Cerreto Guidi hat ca. 2600 Einwohner. Zu den Ortsteilen zählen Bassa (27 m, ca. 700 Einwohner), Gavena (25 m, ca. 25 Einwohner), Lazzeretto (24 m, ca. 1010 Einwohner), Poggioni (28 m, ca. 65 Einwohner, gehört zum Teil auch zu Lamporecchio), Poggio Tempesti (75 m, ca. 100 Einwohner), Ripoli (auch Pieve a Ripoli, 23 m, ca. 265 Einwohner), San Zio (105 m, ca. 35 Einwohner) und Stabbia (21 m, ca. 1755 Einwohner).
Die Nachbargemeinden sind Empoli, Fucecchio, Lamporecchio (PT), Larciano (PT), San Miniato (PI) und Vinci.

## Geschichte
Erstmals erwähnt wurde der Ort 780 im Zusammenhang mit der Abbazia di San Savino (Badia di San Savino) in Cascina bei Pisa als Cerreto in Greti. Ab dem Jahr 1079 unterstand der Ort den Guidi. Am 23. August 1273 verkaufte Guido Salvatico den Ort an Florenz. Der Ort wurde am Anfang des 14. Jahrhunderts mehrfach angegriffen und in seinen Besitz gebracht, u. a. 1326 durch Castruccio Castracani, 1332 durch Johann von Böhmen und 1336 durch Mastino II. della Scala. 1333 wurde der Ort von einer Flut zerstört. Die Stadtmauern wurden 1336 von Florenz erneuert, um die Stadt vor weiteren Angriffen zu schützen. Diese Stadtmauern hatten vier Eingangstore, von denen heute nur noch die Porta della Croce di Pilato (auch Porta Pelagio genannt) vorhanden ist. Die anderen Stadttore (Porta Fiorentina, wurde 1648 zerstört; Porta a Vatignano und Porta Padulana, 1830 zerstört) existieren nicht mehr.

## Sehenswürdigkeiten

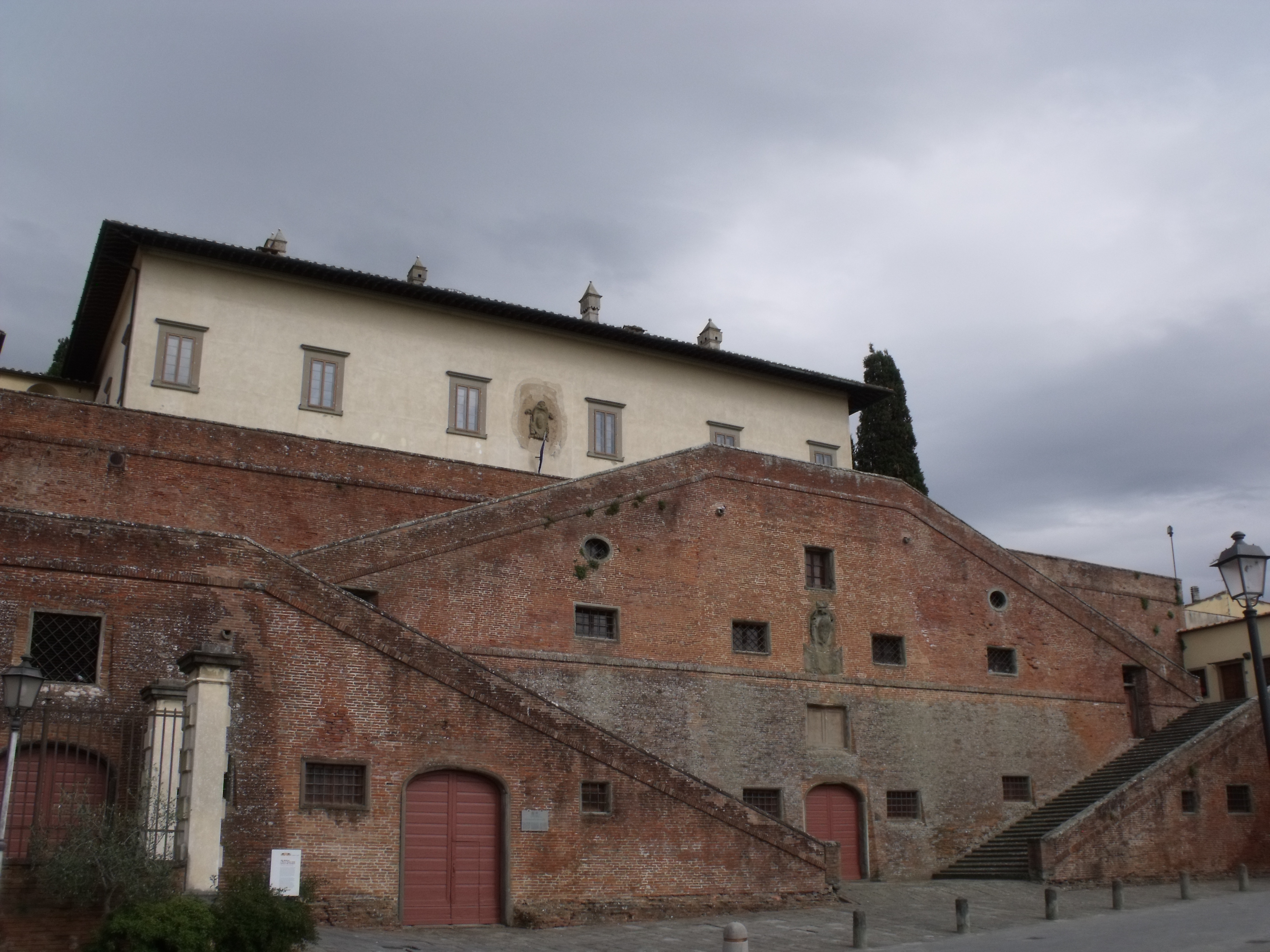
Die Villa medicea

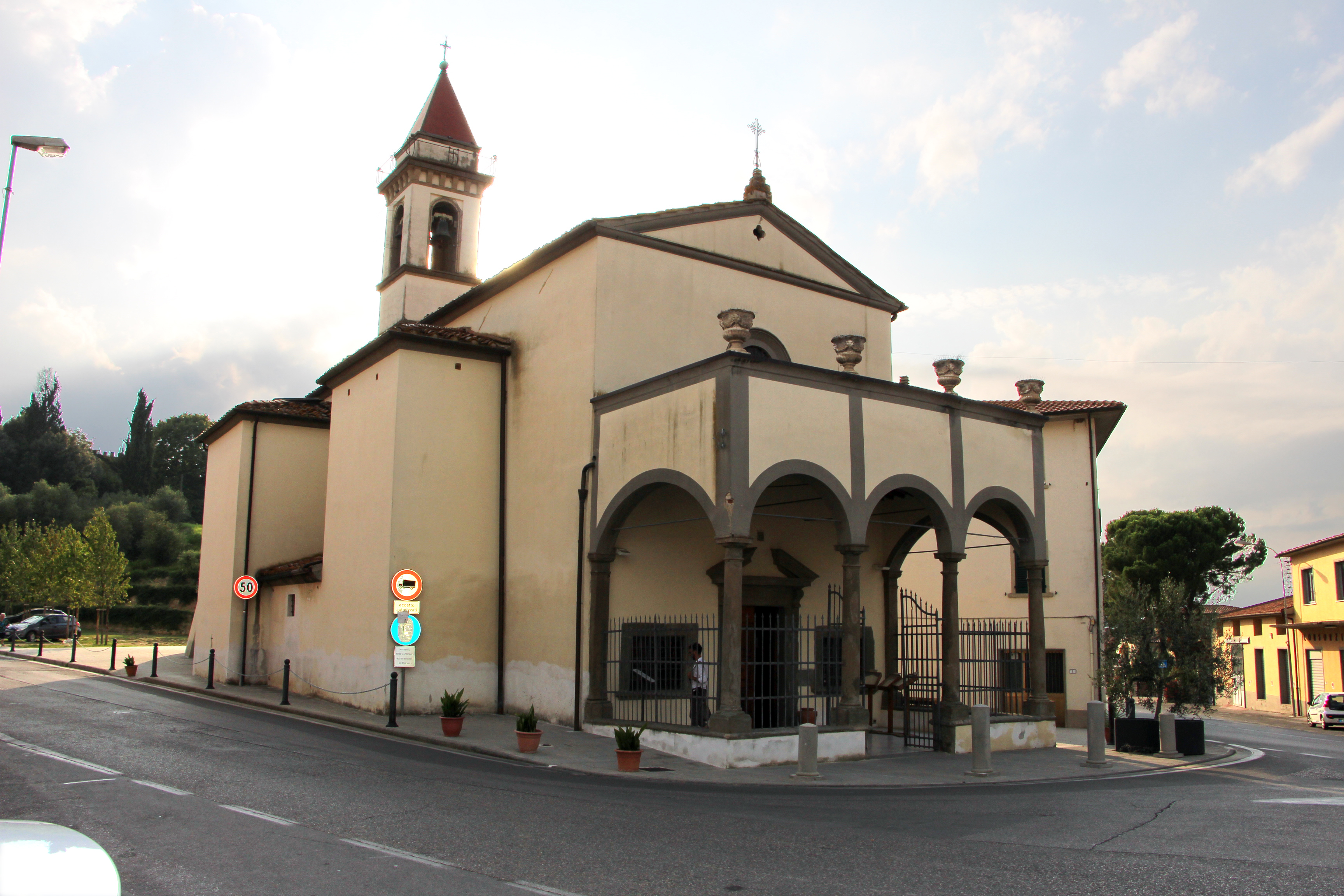
Das Santuario di Santa Liberata

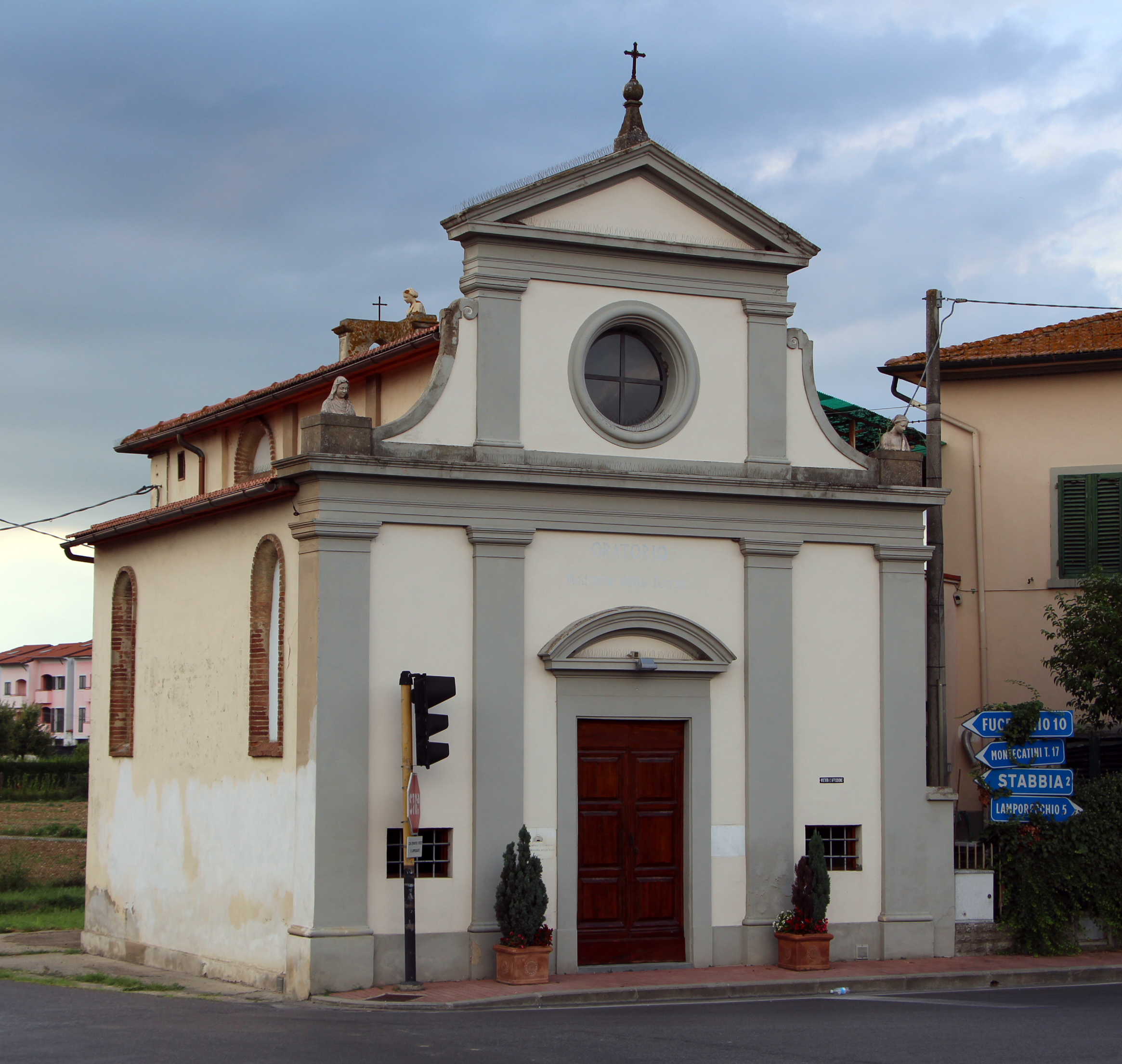
Das Oratorio della Madonna della Tosse im Ortsteil Lazzeretto

- Villa Medici von Cerreto Guidi, Villa am höchsten Punkt des Ortszentrums.
- Pieve di San Leonardo, Gebäude aus dem 10. Jahrhundert, wurde 1416 zur Pieve und liegt links der Villa Medici am höchsten Punkt des Ortskerns. Enthält von Giovanni della Robbia ein 1511 entstandenes Taufbecken.[9]
- Oratorio della Santissima Trinità, Oratorium im Ortskern aus dem 16. Jahrhundert. Wurde im 17. und 19. Jahrhundert baulich verändert.[8]
- Santuario di Santa Liberata, entstand am Anfang des 14. Jahrhunderts kurz außerhalb des Ortskerns als Oratorio della Beata Vergine. Wurde in den 1950er Jahren restauriert und verändert und ist seit 1966 ein Sanktuarium. Enthält von Domenico Cresti (genannt Il Passignano) das Werk Messa di San Gregorio. Es stammt ursprünglich aus dem Oratorio della Santissima Trinità.[8]
- Chiesa di Santa Maria Assunta, Kirche im Ortsteil Bassa, die bereits 998 als Santa Maria de’ Conflenti erwähnt wurde. Liegt unweit des Zuflusses des Elsa in den Arno. Wurde bei einem Arno-Hochwasser erheblich beschädigt, danach restauriert und am 20. November 1842 neu geweiht. Gleiches geschah 1872.[10]
- Villa La Motta, erstmals 1586 dokumentierte Villa im Ortsteil Bassa. Liegt auf dem Hügel Poggio Baldovinetti.[8]
- Villa di Colle Alberti, Villa im Ortsteil Bassa mit anliegender Privatkapelle Cappella della Santissima Annunziata, die 1858 entstand. Das Gebäude gehörte im 16. und 17. den Strozzi und von 1684 bis 1780 den Buontalenti.[10]
- Chiesa di San Bartolomeo a Gavena, Kirche im Ortsteil Gavena, die bereits 1260 dokumentiert wurde.[10]
- Villa Mori, früher auch Villa Montalvi genannt, Villa zwischen Gavena und Bassa, die im 16. Jahrhundert dem spanischen Adligen Ramirez di Montalvo gehörte. Zu dem Garten gehört die Kapelle Cappella di San Filippo Neri, die dem Philipp Neri geweiht ist.[8]
- Chiesa di Santa Maria della Neve, Kirche im Ortsteil Lazzeretto, die 1881 entstand.[10]
- Oratorio della Madonna della Tosse, Oratorium im Ortsteil Lazzeretto.[8]
- Pieve di San Leonardo a Ripoli, bereits 1260 dokumentierte Pieve im Ortsteil Ripoli.[10]
- Chiesa di SS. Pietro e Paolo Apostoli, Kirche im Ortsteil Stabbia, die in der ersten Hälfte des 19. Jahrhunderts entstand.[10]
- Medici-Villa im Ortsteil Stabbia.

## Gemeindepartnerschaften
Cerreto Guidi pflegt seit 1999 eine Gemeindepartnerschaft mit Saint-Marcel (Frankreich). Eine Gemeindefreundschaft besteht mit Pianello Val Tidone.

## Söhne und Töchter der Gemeinde
- Adriano Prosperi (* 1939), Historiker und Journalist
- Carlo Ciattini (* 1951), Bischof